# Надир-шах
Нади́р-шах Афша́р (азерб. Nadir şah Əfşar; перс. نادر شاه‎ — Nâdir Šâh; известный также как Надиргулу хан азерб. Nadirqulu xan, перс. نادر قلی بیگ‎ — Nâdir Qoli Beyg и Тахмасп-кули хан; 1688 — 19 июня 1747) — шах Персии в 1736—1747 годах, основатель династии Афшаридов, полководец. Регент и великий визирь при последнем сефевидском шахе Аббасе III, наместник ряда восточных областей Ирана в период реставрации Сефевидов. Из ветви кирклу туркоманского племени афшаров.
Надир-шах был выходцем из семьи пастуха. Проведя детство в глубочайшей бедности, благодаря своему полководческому таланту и энергичности поднялся до самых вершин власти, создав одну из крупнейших империй в истории Востока. Его называли вторым Александром Македонским, а впоследствии Наполеоном Востока, сам же Наполеон восхищался им, восхваляя Надира в письме Фатх-Али-шаху Каджару, считал себя новым Надиром.
Завоевательные войны Надир-шаха привели к созданию обширной империи, в которую, кроме территории современных Ирана и Азербайджана были включены (в качестве провинций или вассальных территорий) современные Армения, Грузия, часть Дагестана, Афганистан, а также Белуджистан, Хивинское и Бухарское ханства. В 1737—1738 годах Надир-шах начал поход в Северную Индию и в 1739 году захватил Дели — столицу Великих Моголов.
Как и Сефевиды, Надир-шах покровительствовал тюркской литературе.

## Происхождение и язык
Надир-шах был кызылбашем из клана кирклу (гырхлы, караклю) туркоманского племени афшар, которые переселились в Азербайджан из Центральной Азии в результате вторжения монголов. 
«Его величество (Надир-шах) ведёт своё происхождение от племени караклю. Караклю есть род (клан) из отдела афшаров, а афшары принадлежат к туркоманскому племени».
Часть племени была переселена Сефевидами в период правления шах Аббаса I из Азербайджана в Хорасан, с одной стороны для ослабления могущественной конфедерации, с другой — для защиты Хорасана от узбеков. Причём Надир считал родиной афшаров южный берег озера Урмия.
Надир на протяжении всей жизни сохранял сильное тюркское самосознание, гордясь своим туркоманским происхождением, но при этом не восхваляя своих родителей и предков и называл себя «сыном меча». В 1734 году Надир написал два письма османскому визирю Хакимзаде (одно на тюркском, другое на персидском), предлагая заключить мир ввиду того, что османы и туркоманы имеют общее происхождение. Во время своей Индийской кампании в ходе переписки на тюркском с могольским правителем Мухаммед-шахом он указывал на то, что его народ принадлежит к одному из туркоманских племён афшаров, и его предки восходили к туркоманской династии, таким образом, оба государства (Могольское и Афшарское) относились к преемникам Тимура. В письме османскому великому визирю от 1736 года Надир называет трон Ирана «наследственным владением благородного народа туркманов» (перс. موروثي ايل جليل تركمان‎, mawrusi-yi il-i jalil-i turkman). Кроме того, Надир-шах Афшар в своем письме в Османскую империю описывал иранскую нацию как тюрко-таджикскую. В своём письме османскому султану Махмуду I в 1741 он объясняет, что оставил Мухаммед-ага на индийском престоле поскольку оба они были тюркского происхождения. В последующих письмах Моголам и Османам Надир также объявил, что Моголы, Османы, узбеки и он должны признать их общее тюркское происхождение как основу для более тесных отношений.
Родным языком Надира был тюркский, и хотя позже он выучил и персидский язык, всегда предпочитал говорить на первом. Он научился читать и писать будучи уже взрослым человеком. Как указывает В. Минорский, Надир, подобно другим афшарам, говорил на южно-туркоманском диалекте огузского языка, говоря обычным языком, на тюркском Азербайджана. Акоп Папазян также указывал, что Надир-шах, будучи кызылбашем, использовал азербайджанский язык в качестве родного. Примечательным источником является «Повествование» армянского католикоса Абраама Кретаци, современника и соратника Надира, где приведена прямая речь последнего армянскими буквами на азербайджанском языке.

## Ранние годы

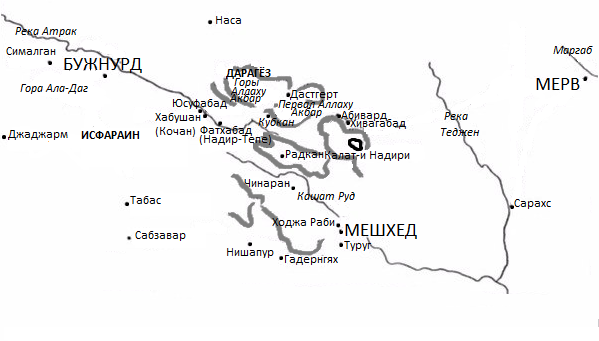
Северный Хорасан, где родился и прожил большую часть жизни Надир-шах.

Надир-шах родился в Дастгерде, укреплённом селе Дарагёзского региона в Хорасане, в семье уважаемого в своей среде афшарского пастуха Имамкули.

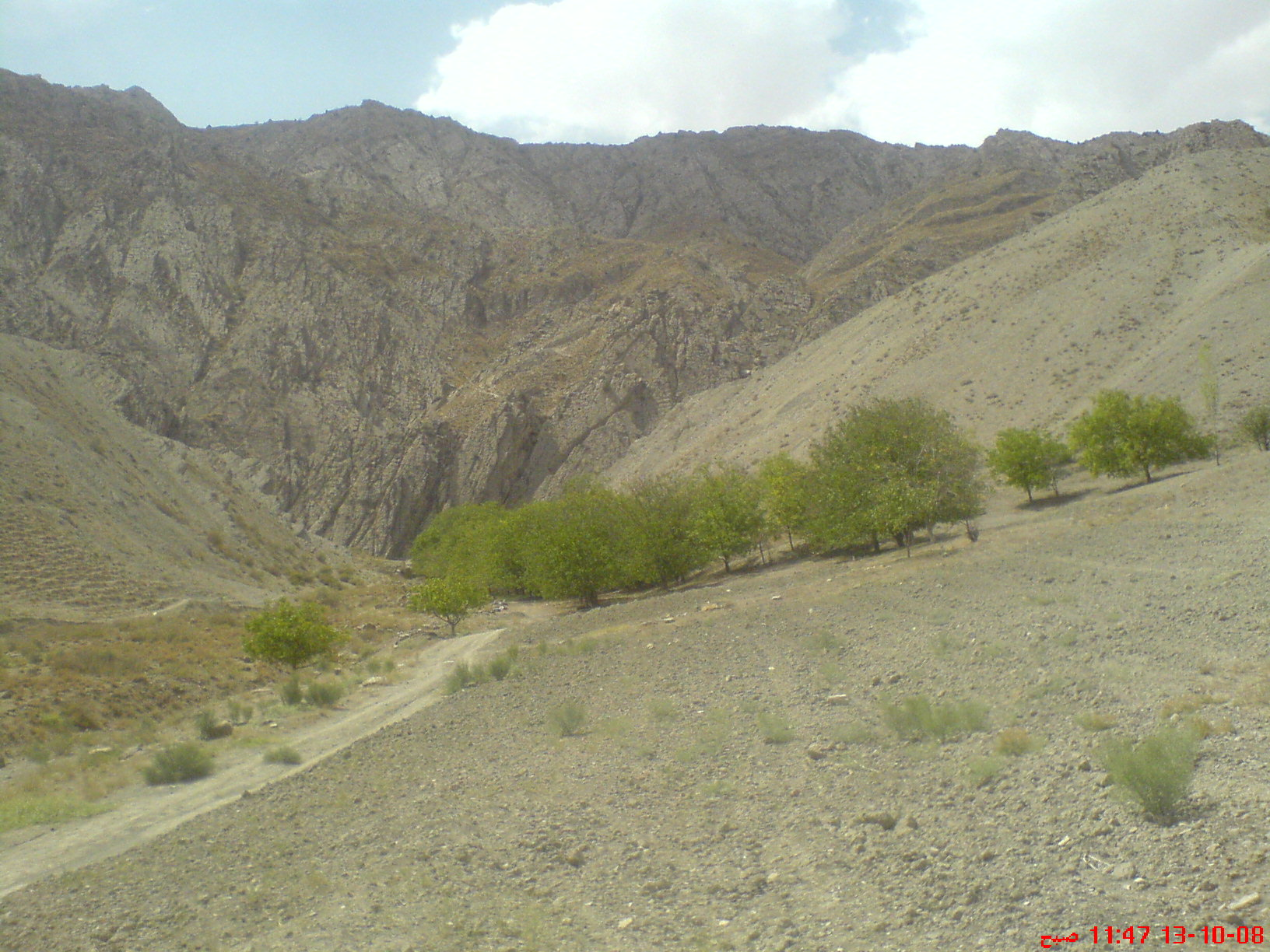
Панорама окрестностей Калата, Хорасан. Тюрки распространены по всему Северному Хорасану и представлены племенами афшаров (проживают в Дарагёзе, Абиварде и Калат-и Надири), караи (проживают в Торбат-и Гейдари), герайлы (проживают в Ширване, Джаджарме, Джовайне и Себзеваре), кара-баяты (проживают в области Нишапура), джалаиры (проживают в Калате), кара-коюнлу (проживают в Дарагёзе), богайри (проживают к юго-западу от Кочана). Афшары и кара-коюнлу были переселены из Азербайджана Сефевидами. Родина Надир-шаха Дарагёз, наряду с Лотфабадом, является анклавом азербайджанского языка в Хорасане и его наиболее восточной точкой.

О дате рождения Надир-шаха нет достоверных сведений, причём зачастую среди учёных нет консенсуса по интерпретированию данных одного и того же источника из-за наличия разных версий. Согласно профильной статье в Энциклопедии Ираника и британскому историку Лоуренсу Локхарту, он родился в ноябре 1688 года, по мнению же британских историков Майкла Аксворти и Питера Авери, 6 августа 1698 года. Персидские источники того периода указывают годом рождения Надира 1099 или 1102 год по исламскому календарю (1687/1688 и 1690/1691 годы соответственно). В бомбейской литографической версии хроники «Тарих-и джахан-гуша-йи Надири» летописец Надира Мирза Махди Астрабади указывал его датой рождения 28 день месяца мухаррама 1100 года хиджры (22 ноября 1688 года), эта дата берётся за основу Лоуренсом Локхартом. Однако это дата расходится с данными рукописей этой же хроники, где датой рождения указан 28 день мухаррама 1110 года хиджры (6 августа 1698 года). Этой даты придерживаются в тегеранском издании источника 1960-х годов. Историки Эрнест Такер и Мухаммед Амин Рияхи приводят сообщения другого летописца Надира Мухаммеда Кязыма Марви, согласно которому, Надир был зачат в 1099 году хиджры и родился через 9 месяцев, 9 дней и 9 часов, то есть в 1100 году хиджры (1688 год). Однако Питер Авери считает, что Мухаммед Кязым указал годом зачатия 1109 год хиджры (1697/1698 год), подразумевая годом рождения 1110 год хиджры.
При рождении он получил имя Надркули, имеющее значение «раб чудесного». Позже, став шахом, Надркули берёт себе имя Надир, что с арабского переводится как «редкий», «исключительный».
Семья Надира вела кочевой образ жизни. Летом стадо пасли в высокогорных прохладных пастбищах у Кобкана, зимой в Дастгерте, где зима была более умеренная. Надир был долгожданным сыном в семье, и его отец, Имамкули, гордился им, проявляя к нему большую любовь. Позже, видимо, благодаря счастливым воспоминаниям о раннем детстве, Надир сам стал любящим отцом и возможно, таким же снисходительным, как и Имамкули.
Согласно его биографам, ещё в детстве Надир был очень способным и выносливым. Уже в 10 лет он проявил себя как хороший всадник и охотник, превосходно владеющий луком и дротиками.
Надир довольно рано потерял отца и семья оказалась в бедственном положении. Тяжёлые годы, последовавшие за смертью отца, повлияли на его характер. Наблюдая за тяготами жизни своей матери, вдовы с двумя детьми, в обществе, где повторный брак был маловероятен и некоторые женщины переселялись в ближайший город и выживали за счёт проституции, Надир проникся сочувствием к женщинам. Он рос в бедности и подвергался насмешкам из-за отсутствия отца, однако лишения и невзгоды не сломили его. Напротив, трудности оказали влияние на его характер, усилив его волю к жизни и побудив к постоянному утверждению себя и желанию контролировать. В будущем Надир недолюбливал изнеженных людей, легко добившихся статуса, возможно, мулл. Надир всегда помнил, и даже будучи шахом Ирана не пытался скрыть годы детства, проведённые в бедности. Также он всегда оставался привязанным к тем, с кем разделял тяготы, особенно к своей матери и брату Ибрахиму.
В жизни Надира были и опасности. Так, согласно одной из историй, он вместе с матерью был пленён и продан в рабство туркменами. Согласно другой, он был пленён вместе с несколькими друзьями, но убедил туркмен отпустить его, пообещав в будущем помощь.

## В последние годы Сефевидского государства
Примерно к пятнадцати годам Надир поступает на службу к Баба Али-беку Кусе Ахмадлу, наместнику Абиварда и одному из влиятельных афшарских вождей. Возможно, что-то связывало Баба Али-бека и покойного отца Надира и он, начав службу простым мушкетёром (тюфенгчи), скоро становится правой рукой наместника. Лук и дротики, которыми Надир научился владеть ещё в Дарагёзе, продолжали играть роль традиционного оружия в племенной жизни и на охоте, но уже значительно уступали огнестрельному оружию. Овладев в тот период стрельбой и оценив потенциал огнестрельного оружия, Надир в будущем коренным образом изменил методы ведения войны в Иране и близлежащих странах.
На службе у абивардского наместника главной задачей Надира было преследование разбойников и возвращение их добычи, которой могли быть вещи, животные, а также люди. Но зачастую невозможно было определить хозяина и Надир пользовался этим, присваивая имущество. Это послужило почвой для слухов о том, что Надир якобы сам был разбойником.
В 1714/1715 году начался крупный набег туркмен на северный Хорасан. Приграничные войска Баба Али разбили туркменские отряды, которые насчитывали несколько тысяч человек, 1400 туркмен были взяты в плен. Баба Али послал Надира с вестью о победе ко двору сефевидского шаха Султан Хусейна I, что говорит о том, что в этом бою Надир отличился. В сефевидской столице Исфахане Надир был представлен шаху и получил от него награду в 100 туманов. Это был первый визит Надира в Исфахан и по мнению Майкла Аксворти, возможно, именно после него у будущего военачальника и шаха возникла ненависть к столице Сефевидского государства и сефевидскому двору. Вероятно, что, будучи провинциалом из Хорасана, Надир подвергался насмешкам и издевательствам со стороны придворных, даже несмотря на подарок шаха.
По возвращении в Хорасан в 1715 году, Надир женился на дочери Баба Али-бека. Ризакули, первый сын Надира, родился от этого брака 15 апреля 1719 года. Этот брак сделал Надира значительной фигурой в Хорасане, и его подобные успехи, достигнутые, возможно, в том числе за счёт неких связей между Баба Али и отцом Надира, вызывали зависть у многих других вождей. В результате борьбы, предшествовавшей этой свадьбе, некоторые из завистников Надира были убиты.
В 1716 году Баба Али-бек со своими 500 солдатами был послан наряду с другими войсками наместника Мешхеда для подавления восстания племени абдали. Однако, войска мешхедского наместника были разбиты, и Баба Али был убит выстрелом в битве. Новым наместником Абиварда стал его брат, Гурбан Али. Под его начальством Надир успешно сражался против туркменских отрядов. Вскоре Гурбан Али умер, что продвинуло Надира ещё дальше. Он был назначен заместителем нового наместника Абиварда Хасан Али-хана, назначенного из Исфахана, однако через некоторое время Надир стал доминировать над наместником, обладая большей властью.
Тем временем, близился конец Сефевидского государства. Ослабленное различными факторами, государство пало под ударами афганцев после 220-летнего существования. В октябре 1722 года афганский военачальник Мир Махмуд Хотаки захватил Исфахан и стал новым шахом Ирана. Сын низложенного сефевидского шаха Султан Хусейна I Тахмасп также провозгласил себя шахом в Казвине.
В северном Хорасане абивардский наместник попросту бежал вскоре после начала осады Исфахана и Надир возглавил небольшое, но закалённое в боях войско, известное как Армия Атак.

## Военачальник
Когда в ноябре 1722 года вести о падении Исфахана дошли до Хорасана, регион погрузился в анархию. Столица Хорасана Мешхед восстал. Как и во всём Иране, десятки мелких военачальников и князьков стали независимыми правителями. В это время Надир продолжал контролировать Абивард и его окрестности, не решаясь на какие-либо военные действия против других вождей и военачальников. С некоторыми из них он находился в союзе.
Между тем, Мешхед захватил Малик Махмуд Систани, влиятельный систанский вельможа, решивший воспользоваться падением Сефевидского государства и анархией в Хорасане для удовлетворения собственных территориальных амбиций. Ряд племенных вождей, ранее признавших власть Надира в Абиварде, теперь просили нового правителя Мешхеда «разобраться с абивардским выскочкой». Однако Надир и Малик Махмуд были практически равносильными соперниками, и оба стремились избежать прямой конфронтации и усилить собственные позиции. Даже владея Мешхедом и имея армию в несколько тысяч человек, Малик Махмуд не был в состоянии установить контроль над всем Хорасаном, в то время как Надир ещё с 1720 года владел неприступной крепостью Калат. Обращение вождей к Систани сильно подняло авторитет Малик Махмуда, однако, к большому недоумению вождей, требовавших избавления от Надира, вместо армии он послал в Абивард нового наместника с предложением о назначении Надира заместителем наместника с расширенными полномочиями. Надир, скрывая своё раздражение, принял предложение.
Теперь, номинально подчиняясь Малик Махмуду, Надир мог расквитаться с соперниками и усилить свою власть. Многие вожди скрылись в фортифицированных цитаделях, и Надир осаждал их. Он жестоко расправлялся с теми, кто упорствовал в сопротивлении или предавал его, при этом сдавшиеся обычно завоёвывали благосклонность Надира, даже если в боях с ними он терял много людей. Военные успехи поднимали популярность Надира, и всё больше вождей и солдат приходили к нему на службу. Среди них был крупный контингент джалаиров во главе с Тахмасп-ханом Джалаиром, который вскоре стал другом и доверенным помощником Надира. Его Надир назначил ответственным за крепость Калат.
К 1724 году Надир чувствовал себя достаточно сильным, чтобы противостоять Малик Махмуду. Причиной разрыва между Надиром и Малик Махмудом было стремление последнего стать шахом. Малик Махмуд объявил себя потомком легендарных кайанидских царей, и если бы он преуспел в становлении шахом, то определённо разорвал бы союз с Надиром. Во время охоты Надир предательски убил абивардского наместника, таким образом объявив войну Малик Махмуду. Он совершил разрушительный набег на Мешхед, разбив войско Малик Махмуда и опустошив земли вокруг города. Надир уже командовал небольшой армией с артиллерией и верблюдами с занбураками.
В целом прямых военных столкновений Надира и Малик Махмуда в этот период было мало, и главными противниками Надира были чамешгазакские курды, которые поддержали Малик Махмуда. При этом у Надира были ещё и проблемы с другими афшарскими вождями. Кроме того, он участвовал и в других военных кампаниях, так, например, к нему обратились мервцы за помощью против туркменских набегов. Подобные обращения поднимали престиж Надира в регионе вне зависимости от того, откликался ли он на них. И каждый раз когда он откликался, он выходил победителем, привлекая всё больше солдат в своё войско.
К концу 1725 года Надир подчинил чамешгазакских курдов, по крайней мере, временно. Эта тяжёлая победа позволила Надиру ещё больше расширить своё влияние, привлекая новые племена с запада. Также он послал свои войска совершать налёт в сторону Герата, демонстрируя свою власть над Хорасаном и бессилие Малик Махмуда.
Между тем, в Хорасан направился Тахмасп II — фактически безвластный сефевидский шах, который оказался пленником могущественного каджарского вождя Фатх-Али-хана Каджара, деда будущего шаха Ирана Ага Мухаммеда Каджара. Фатх-Али принудил Тахмаспа временно отказаться от конфронтации с афганцами, всё ещё владеющими Исфаханом и значительной частью Ирана, и направить силы против Малик Махмуда. Завоевания вблизи каджарской цитадели Астрабада казались выгодными Фатх-Али-хану для себя и своих соплеменников, кроме того, каджары считали, что афганцы всё ещё слишком сильны, а в Хорасане представлялось возможным набрать больше сторонников.

### Осада Мешхеда
В начале 1726 года Тахмасп послал к Надиру придворного, предложив сотрудничество с ним и каджарами против Малик Махмуда. Надир ответил утвердительно, призвав Тахмаспа как можно скорее прибыть в Хорасан, придворный же подтвердил Надира на номинальной должности заместителя наместника Абиварда. В сентябре того же года Тахмасп II и каджары прибыли в Хорасан, разбив лагерь у Хабушана. 19 сентября Надир прибыл к шаху со внушительным войском из 2000 человек и присягнул ему на верность. Молодой шах спешился, обнял его и немедля дал ему аристократический военный титул «хан». Войско двинулось из Хабушана на позиции, угрожающие Мешхеду, и всё больше добровольцев присоединялись к нему.
Надир превратился из провинциала в фигуру национальной значимости. Позиции Фатх-Али же пошатнулись. Ещё когда Тахмасп только нашёл прибежище на каджарской земле после поражения от афганцев у Тегерана, Фатх-Али оказывал неповиновение слабому шаху. В схватке люди Тахмаспа были побеждены, и сам шах превратился в средство легитимизации завоеваний и влияния, ввиду верности большинства жителей Ирана Сефевидам. Оскорбления, которые Фатх-Али позволял себе против Тахмаспа, лишь усугубляли положение, так как последний, в отличие от своего мягкого отца, был гневливым и мог затаить злобу. Вдали от Астрабада даже лояльность каджарских соплеменников Фатх-Али была под сомнением, Надир же был на родной земле на пике своей популярности, завоевав расположение шаха, желавшего избавиться от унижений со стороны Фатх-Али. Хорасанский поход был роковой ошибкой Фатх-Али.
Поняв, что Надир хочет занять его место, Фатх-Али в попытках выйти из затруднительного положения рассматривал бежать в Астрабад, а затем начал секретную переписку с Малик Махмудом. 10 октября один из разведчиков Надира перехватил письмо. Разгневанный Тахмасп приказал Надиру арестовать Фатх-Али. Не желая иметь проблемы с каджарами или брать на себя ответственность за смерть каджарского вождя, Надир решил содержать Фатх-Али в плену в Калатской крепости до тех пор, пока не будет повержен Малик Махмуд, и взял слово с Тахмаспа II не убивать Фатх-Али. Однако, несмотря на обещание, уже на следующий день мстительный шах приказал убить его.
Надир был назначен гурчибаши (главнокомандующим) и получил почётное имя Тахмаспкули-хан (раб Тахмаспа). Часть каджарских вождей была временно арестована, часть же была рада служить у Надира.
Малик Махмуд Систани, узнав, что Фатх-Али убит, решил, что шахская армия ослаблена и послал против неё крупное войско с артиллерией. Однако Надир разбил мешхедское войско, и многие офицеры Малик Махмуда, в том числе командующий артиллерией, были убиты. Малик Махмуд лишился одного из своих главных преимуществ — артиллерии.
Скоро почти два месяца осады начали сказываться на положении Малик Махмуда. Припасы заканчивались, не было надежды на помощь извне, сторонники покидали Малик Махмуда. В ночь с 11 на 12 ноября его главнокомандующий Пир Мухаммед открыл одни из ворот города и впустил войска Тахмаспа, которые взяли город. На следующее утро Малик Махмуд предпринял отчаянную контратаку, но его войска были разбиты и отступили к цитадели. Видя безысходность положения, Малик Махмуд сдался. Надир позволил ему уединиться в окрестностях мавзолея Имама Ризы, но через несколько месяцев узнал о его контакте с туркменами. 10 марта 1727 года Малик Махмуд, его брат и племянник были казнены.

### Война с афганцами и конфликты с шахом
Уже в феврале 1727 года Тахмасп II, подстрекаемый своими министрами, бежал в Хабушан, откуда объявил Надира предателем и отправил письма во все концы Ирана с просьбой о помощи. Некоторые курды приняли сторону шаха и восстали. Однако Надир быстро справился с проблемой, конфисковав имущество шаха в Мешхеде, разбив курдов и вынудив Тахмаспа сдаться. Тахмасп вновь стал пленником, на этот раз Надира.
Подчинение Тахмаспа и свадьба на одной из дочерей курдских вождей не решили проблем с шахом и его придворными, и конфликт вновь назрел по поводу дальнейшего наступления войск. Надир настаивал на наступлении на Герат против афганцев абдали, которые угрожали Хорасану, шах же требовал немедленного освобождения Исфахана от афганцев гильзаи. При подстрекательстве министров шаха вновь восстали хорасанские курды, кроме того восстали мервские татары, к которым присоединились некоторые туркменские племена. Разбив их всех, Надир приступил к исполнению своего плана.
Первой целью стал город Санган (на границе нынешнего Ирана и Афганистана). Дороги были в плохом состоянии, что делало транспортировку тяжёлой артиллерии, необходимой для осады, проблемной. Тем не менее, в сентябре 1727 года удалось начать осаду Сангана. Город был взят штурмом 1 октября, а все жители вырезаны в наказание за то, что ранее заявили о подчинении, но не сдержали слово. Однако вскоре пришли вести о приближении подкрепления абдали в 7—8 тысяч человек. Надир, хоть и имел столько же людей, решил не рисковать и дал приказ своим солдатам оставаться в окопах и отстреливаться. Сам он, взяв с собой свою лучшую кавалерию в 500 человек, стал проводить манёвры против афганской кавалерии за пределами окопов. После 4 дней боёв афганцы были разбиты, однако Надир решил их не преследовать, возможно, не планируя на этой стадии каких-либо серьёзных военных действий против абдали.
По возвращении в Мешхед Надир вновь вступил в конфликт с Тахмаспом, продолжая настаивать на подчинении абдали перед походом на Исфахан. Некоторое время спустя Надир, будучи вне города, узнал, что Тахмасп атакует его союзников и издаёт указы с требованием не подчиняться Надиру. Надир немедленно повёл войска на Тахмаспа, который заперся в Сабзаваре. С помощью артиллерии Надир вынудил Тахмаспа сдаться 23 октября 1727 года. После этого Тахмасп сделал неудачные попытки побега и самоубийства. После этого по приказу Надира он был обезоружен и с двумя сопровождающими отправлен в Мешхед. С этого момента Надир держал шахскую печать при себе и издавал указы от имени Тахмаспа. Следующие месяцы Надир провёл в карательных экспедициях против курдов и туркмен, более не встречая сопротивление со стороны шаха. Тем не менее, некоторые сподвижники Тахмаспа продолжили борьбу, например, его бывшие генералы Мухаммед Али-хан и родственник последнего Зульфигар объявили себя наместниками Мазендарана от имени Тахмаспа. В ноябре 1728 года Надир отправился в поход против них, и к концу декабря установил полный контроль над Мазендараном, после чего отправил послов к русским с требованием возвращения Гиляна.
В марте 1729, после празднования Новруза, Надир наконец получил возможность начать подготовку к решающему походу против афганцев абдали. В начале мая, после долгих тренировок, Надир со своим войском и Тахмаспом II отправился в поход на Герат. Перед лицом опасности абдали объединились под руководством Аллахъяр-хана, который был назначен ими правителем Герата. Аллахъяр-хан повёл афганское войско против Надира, и оба войска встретились у Кафер-Кала, в 80 километрах от Герата. Как и при Сангане Надир встал во главе кавалерийского резерва, также послав часть кавалерии на афганцев с целью их изнурения. Однако яростная атака афганцев расстроила его планы. Афганская кавалерия набросилась на левый фланг войска Надира, расстроив ряды пехоты. Видя, что туфангчи сдают позиции, Надир повёл свою кавалерию в контратаку и вынудил афганцев отступить. Сам он был ранен в ногу. Хоть и результаты битвы были тяжёлыми для обеих сторон, на следующий день афганцы отступили за реку Хари Руд. Надир продолжил наступление на Герат, нанеся два поражения афганцам. Аллахъяр-хан запросил мира, но, заполучив подкрепление, решил продолжить военные действия.
В решающей битве при Шакибане афганцы были разбиты и вновь запросили мира. Надир отказался, заявив, что продолжит кампанию, пока афганцы не признают власть Ирана. После этого сообщения несколько вождей афганцев абдали пришли к Надиру и объявили о своей лояльности Ирану и вражде к афганцам гильзаи, против которых они изъявили готовность сражаться. Надир принял их благосклонно несмотря на негодование Тахмаспа и его министров. Вожди принесли дары, и им были дарованы халаты. Многие абдали поступили на службу Тахмаспу, некоторые персоязычные племена абдали были переселены в окрестности Мешхеда. Аллахъяр-хан был подтверждён в качестве наместника Герата от имени Тахмаспа II, а пленные абдали были освобождены. Хоть и абдали не были окончательно повержены и в будущем восстали, эта победа доказала иранской армии и всему Ирану, что афганцы могут быть повержены. Угроза со стороны Герата была временно нейтрализована, что было важно в предстоящей кампании против афганцев гильзаи во главе с Ашраф-шахом Хотаки, властвовавших над Ираном. 1 июля 1729 года Надир и Тахмасп с войском вернулись в Мешхед.
Между тем, Ашраф-шах, до Гератской кампании Надира не веривший, что от Тахмаспа II может исходить угроза, начал готовиться к военной кампании на Хорасан. В августе он выдвинулся с крупной 30-тысячной армией, размеры которой объясняются притоком добровольцев после недавней победы над османами, из Исфахана, набирая войска из разбросанных отрядов и гарнизонов по пути. К началу сентября, когда Ашраф-шах начал осаду Семнана, в его распоряжении было уже 40 тысяч человек. 12 сентября Надир повёл свою армию, которая была значительно меньше афганской (согласно одному из источников, насчитывала 25 тысяч человек) на Семнан и через неделю встал лагерем в окрестностях Бастама, в 80 км от Дамгана. Он послал письмо семнанскому гарнизону, призывая держаться до прихода его войск. Узнав о приближении войска Надира, Ашраф-шах, оставив часть войск для продолжения осады, повёл войска против Надира. Узнав об этом, Надир также повёл войска к поселению Шахруд, к юго-западу от которого произошло столкновение с авангардом Ашраф-шаха во главе с Мухаммед Сейдал-ханом, который был послан атаковать артиллерию Надира. Иранцы в этом столкновении победили, взяв в плен 14 человек, которые были допрошены Надиром. Надир повёл войска вдоль реки Шахруд, и две армии встали лагерем в нескольких километрах друг от друга, недалеко от деревни Мехмандост.
На следующее утро, 29 сентября, иранцы выстроились в 4 корпуса, а афганцы в 3. Ашраф был уверен; у него было численное преимущество. Он приказал двум сильным крылам своей армии обойти иранские фланги, а также отдал распоряжение двум или трём тысячам солдат быть готовым преследовать иранцев и взять в плен Надира и Тахмаспа, после чего дорога на Хорасан была бы открыта. Обе армии сблизились, и кровавая битва при Дамгане началась. К полудню афганцы были разгромлены, потеряв 12,000 человек; к иранцам вернулось самоуважение, а положение афганцев в Иране оказалось под угрозой. Афшарская конница начала преследовать афганцев, но Надир отозвал их, не желая попасть в засаду. Отдохнув, армия Надира двинулась к Дамгану. По дороге Надир уже отправил посла к османам с требованием освободить Азербайджан.
Между Тахмаспом II и Надиром вновь возник конфликт; Тахмасп требовал немедленно начать поход на Исфахан, в то время как Надир предлагал вернуться в Мешхед и лучше подготовиться. В конце концов, Надир уступил. По пути на запад сефевидскую армию приветствовал народ, и со всех сторон к ней стекались добровольцы.
Ашраф-шах отступил к Варамину, получив людей из Тегерана и его окрестностей. Он устроил неудачную засаду сефевидской армии в ущелье Хвар и, в итоге, был вновь разбит. Афганцы бежали к Исфахану, оставив обоз и артиллерию. В этих сражениях решающим фактором было использование сефевидской армией стрелковой пехоты и артиллерии, потенциал которых Надир осознал и использовал в полной мере. Туфангчи, как правило, были персидского происхождения, в отличие от кавалерии, состоявшей из различных племенных элементов вроде афшаров, каджаров, курдов, среднеазиатских туркмен, афганцев абдали и т. д., и набирались Надиром из иранского оседлого крестьянства.
После битвы в ущелье Хвар Ашраф-шах казнил 3000 исфаханских аристократов и духовных лиц с целью предотвратить восстание. Его войска начали грабить город. Ашраф запросил артиллерию и людей у османского султана Ахмеда III. Получив подкрепление от осман, которые теперь также видели в успехах сефевидской армии угрозу, Ашраф двинулся со своим войском из Исфахана с целью встретиться с армией Надира в третий раз. Его армия 31 октября заняла позиции у деревни Мурчахор и усилила их траншеями.
После битвы в ущелье Хвар Надир оставил Тахмаспа II в Тегеране и двинулся на юг длинной дорогой, чтобы артиллерия не застряла на короткой, но более сложной дороге через горы. По мере наступления войска сефевидских лоялистов произошла стычка между карачорлинскими курдами из числа последних и афганской разведывательной группой, в результате которой курды победили и взяли 100 человек в плен. Сефевидская армия прибыла в Мурчахор, когда Ашраф-шах уже занял там позиции. Произошедшая здесь 13 ноября битва окончилась полным разгромом афганцев. Ашраф бежал в Исфахан и на следующее утро в спешке направился в Шираз, прихватив с собой всё самое ценное, что он мог взять, а также нескольких женщин династии Сефевидов.
Отпустив пленных осман в Багдад, Надир вступил в Исфахан 16 ноября 1729 года. Грабёж и анархия, последовавшие за побегом Ашраф-шаха, были пресечены. Оставшиеся в городе афганцы были пойманы и казнены, и лишь тем, кто проявлял гуманность во время афганского владычества, была подарена жизнь. Вещи, оставленные афганцами, были распределены между солдатами Надира, а населению было разрешено разрушить и осквернить могилу Мир Махмуда Хотаки, двоюродного брата Ашраф-шаха и его предшественника на иранском престоле. 9 декабря Надир встретил Тахмаспа II за пределами города, и была проведена формальная церемония приветствия.
Власть Сефевидов была восстановлена.

### Усиление Надира и кампания против Османской империи
Празднования освобождения Исфахана вскоре были омрачены очередной вспышкой насилия против жителей города. В городе начался грабёж горожан со стороны голодных солдат Надира, для которых добыча оставшаяся после афганцев оказалась недостаточной. Исфаханцы из бедных слоёв, не имеющие возможности заплатить им нужную сумму, продавались в рабство целыми семьями. Приветствовавшие поначалу приход Надира представители европейских торговых компаний, под давлением его чиновников также вынуждены были выделять им всё больше и больше денег.
Тахмасп II стал требовать у Надира преследования Ашрафа Хотаки с целью спасения сефевидских принцесс, которых он увёз с собой. Однако Надир отказался сославшись на то, что его солдаты устали. Впоследствии Надир согласился, но с условием, что ему будет дарована власть над Хорасаном, Кирманом и Мазендараном. Также он получил право взимать налоги с населения на нужды своей армии и носить джигу (три султана). Также было условленно, что Надир и его старший сын Резакули женятся на сёстрах Тахмаспа. Таким образом, Надир добился двух своих основных целей — денег и легитимности.
24 декабря 1729 года, после женитьбы на сестре Тахмаспа Разии Бегум, Надир двинулся с войском в 20—25 тысяч человек на Шираз, где укрывался Ашраф-шах. Битва при Зеркане в 30 километрах от Шираза вновь окончилась разгромом афганцев, усиленных арабскими и отрядами из других племён, благодаря дисциплинированным стрелкам армии Надир-шаха. Многие афганцы попали в плен, а сам Ашраф вернулся в Шираз, откуда попытался обговорить сдачу, освободив сефевидских принцесс. Вскоре он бежал из Шираза, направляясь в Кандагар через Лар. Однако афшарская и курдская конница настигла арьергард афганцев у моста через реку Пол-э Фаса и разбила его. Многие афганцы, пытаясь в панике переплыть реку, утонули. Значительная часть высокопоставленных гильзаи, в том числе религиозных деятелей, были пойманы, большинство из них позже казнены. Жёны и дети Ашрафа были также пойманы и под сопровождением отправлены в Мешхед. Однако Ашрафу вновь удалось скрыться.
Надир недолго продолжал преследование, затем вернулся в Шираз, приказав не допустить побег афганцев из страны. Многие афганцы были убиты крестьянами и кочевниками, другие совершали суицид и даже убивали свои семьи, не желая видеть их пленными. Ашраф с небольшой группой братьев и сторонников сумел добраться до Лара. Через несколько месяцев с несколькими сторонниками Ашраф всё же дошёл до Кандагара, где правил брат убитого им Мир Махмуда Хотаки Хусейн Хотаки. Согласно одной из версий, Хусейн решил отомстить за смерть брата и отправил против Ашрафа отряд со своим сыном Ибрагимом. В смертельной схватке Ашраф ранил Ибрагима, но сам был убит.
Надир дал своим войскам передохнуть в Ширазе, сам же назначил нового наместника и профинансировал декорацию мечети. Также, по всей видимости, в этот период он познакомился с Таги-ханом Ширази, со своим будущим соратником, оказывающим помощь с финансовыми делами. Из Шираза Надир отправил два письма, одно — к могольскому падишаху, о намерении восстановить контроль Ирана над Кандагаром и с просьбой не пускать беглых афганцев, другое — к османскому двору, с требованием возвращения оккупированных Османской империей иранских территорий. Не дождавшись ответа от осман, 8 марта 1730 года Надир двинулся со своим войском на запад.
По дороге Надир остановил свои войска для празднования Новруза. Тахмасп II послал из Исфахана почётные халаты для офицеров, а также подтвердил Надира в качестве правителя Хорасана и ряда других областей.
Первая битва между сефевидским войском и османами произошла у Нахаванда. Местный османский гарнизон, под влиянием прошлых успехов над иранцами, вышел на открытую конфронтацию с армией Надира, но был разгромлен. Вскоре после взятия Нахаванда, Надир узнал о приближении 30-тысячного османского войска. Решающая битва произошла в долине реки Малайер. После мушкетной перестрелки неожиданная атака правого фланга сефевидского войска расстроила ряды осман и привела к их бегству. Конница Надира продолжила преследование, уничтожив большое количество османских солдат и захватив в плен многих офицеров.
После Малайерской битвы Османская империя потеряла контроль над Западным Ираном. Османский наместник Хамадана бежал в Багдад, а сам город был взят Надиром без боя. Вскоре под натиском сефевидского войска османы покинули Керманшах. После укрепления города и месяца отдыха, 17 июля Надир направил войска на восток с целью освобождения Азербайджана.
Стамбульское правительство, хоть и формально объявило войну Ирану, ввиду усиливающегося недовольства населения из-за поражений на востоке, старалось добиться мирного договора с Тахмаспом II и сохранить за собой Ширван, Эривань и Грузию. Не обращая внимания на переговоры, Надир продолжил наступление на север через Сенендедж и встретил османскую армию у Миандоаба. Османские солдаты, боевой дух которых был подорван предыдущими победами Надира, бежали ещё до столкновения с его войском.
Надир продолжил преследование разлагающейся османской армии, нанеся ей окончательное поражение у Сохейлана. 12 августа сефевидские войска взяли Тебриз, вскоре разбив также османское подкрепление, отправленное на помощь защитникам города. Поражения на востоке ещё более расшатали позиции османского правительства, и привели к мятежу 28 сентября в Стамбуле. Великий визирь Ибрагим-паша был убит, а султан Ахмед III свергнут.
С пленными Надир обращался хорошо, многие паши были освобождены и отправлены в Стамбул с предложениями о мире. При этом, Надир собирался продолжить наступление, взяв Эривань, но уже 17 августа к нему пришла весть о восстании абдали в Герате.

### Вторая Гератская кампания
Летом 1730 года Зульфигар-хан, один из вождей абдали, поддерживаемый правителем Кандагара Хусейн Султаном Хотаки, возглавил антииранское восстание и захватил Герат. Аллахъяр, противник Надира в предыдущей Гератской кампании, а позже назначенный сефевидским наместником Герата, остался лояльным и отступил в Мешхед. Зульфигар-хан повёл также повстанцев и на Мешхед, оборона которого была поручена брату Надира Ибрагиму. Ибрагим, пытаясь продемонстрировать брату свои военные качества, несмотря на указ дождаться подкрепления, дал афганцам бой за пределами города. В результате он был разбит и, после этого поражения, впал в меланхолию. Надир шах отдал приказ Ибрагиму отправиться в Абивард, пригрозив ему казнью. Позже, Надир простил его, чему способствовало письмо Аллахъяр-хана с просьбой о прощении Ибрагима.
После поражения Ибрагима защита города до прибытия основных войск была поручена 12-летнему сыну Надира Ризакули, который послал письмо отцу в Тебриз, сообщив о восстании. 16 августа Надир во главе своего войска выдвинулся к Мешхеду, но уже в пути получил ещё одно письмо от Ризакули, где говорилось об уходе афганцев — без тяжёлой артиллерии им не удалось взять город.
Прибыв в Мешхед 11 ноября 1730 года, Надир начал приготовления к войне. Из Хамадана и Азербайджана в Хорасан были переселены около 50—60 тысяч афшаров, курдов и других. Наиболее сильных из них Надир приказал готовить к предстоящему походу на Герат. Для агитации против Зльфигара в Герат им был послан Аллахъяр-хан. В этот же период, наряду с приготовлениями к войне, зимой 1730/1731 прошла торжественная свадьба Ризакули и сестры Тахмаспа II Фатимы Султан-бегум.
Вскоре после празднования Новруза Надир направил войска на Герат. В то же время Хусейн Султан Хотаки послал из Кандагара войско гильзаи во главе с Мухаммед Сейдал-ханом. В начале апреля Надир прибыл в Ногрех в нескольких километрах к западу от Герата. Солдаты Надира начали захват близлежащих башен и крепостей, однако в результате внезапной ночной атаки Мухаммед Сейдал-хана Надир со своей свитой из восьми стрелков сам оказался зажат в одной из башен. Им удалось отбиваться до прибытия подкрепления.
4 мая Надир начал окружение Герата со всех сторон, оставив 10 тысяч солдат в Ногрехе. Остальная часть войска разбила лагерь у реки Хари Руд, уничтожив ещё один крупный рейд афганцев. Надир завершил окружение, разбив ещё один лагерь к востоку от Герата. 22 июля Зульфигар-хан начал решающую атаку, перейдя реку Хари Руд, но был разгромлен. В бою погибла большая часть войска Мухаммед Сейдал-хана, и он вернулся в Кандагар. Защитники города, оказавшись в безысходной ситуации, сдались. Зульфигар-хан и его малолетний брат, будущий шах Ахмед, бежали в Фарах, а Аллахъяр-хан вновь стал наместником Герата. Однако через несколько дней абдали вновь восстали, а в начале сентября к ним присоединился и Аллахъяр.
27 февраля 1732 Аллахъяр-хан сдался и был отправлен в ссылку. Новым наместником Герата стал Пир Мухаммед, бывший военачальник Малик Махмуда Систани. Надир, к удивлению современников, не подверг Герат резне и грабежу, при этом переселив в Хорасан ещё 60 тысяч абдали, нуждаясь в их боевых качествах для своей армии. Ибрагим Афшар взял Фарах, реабилитировавшись в глазах своего брата, а Зульфигар-хан и Ахмед Дуррани бежали в Кандагар, где были заточены в темницу Хусейн Султаном.

### Кампания на Южном Кавказе
Надир-шах вёл кочевой образ жизни. Возобновившаяся война с турками сначала была неудачна, но затем в 1733 году Надир собрал новое войско и продолжил войну с турками на Кавказе. В 1734—1736 годах Надир-шах отвоевал Восточное Закавказье у турок.
В 1734 году Надир шах решил напасть на вассала Османов, Сурхай-хана, который был губернатором Ширвана, и совершил первый поход в Дагестан. Потому что у Надира была цель взять Шемаху и унизить Сурхай-хана. Османский наместник в Ираке Ахмед паша, приказал Сурхай-хану уйти из Ширвана, на что он ответил отказом. Когда губернатор Астары по приказу Надира написал Сурхаю, напоминая об этих инструкциях, он ответил: «Мечами лезгинских львов мы завоевали Ширван; какое право имеет Ахмед Паша или любой другой вмешиваться в этом случае?». Уже 21 августа, Надир шах достиг Куры. В это время Сурхай-хан испугался и бежал в горы Дагестана. Надир затем пересёк Куру и занял Шемаху, не встретив никакого сопротивления. Будучи в Шемахе, Надир через князя Голицына угрожал России войной, если Баку и Дербент не будут сданы — Турция отказывалась возвращать провинции под её оккупацией до тех пор, пока российские войска на его территории. Российская империя согласилась с этим и они[кто?] стали союзниками.
15 сентября 1734 году Надир покинул Шемаху с половиной своего войска, насчитывающей 12 000, и вторгся в сердце страны Казикумук, с целью разрушить сам Кумук. Через три дня Тахмасиб Хан Джелаир выдвинулся с оставшимися 12 000 человек в Габалу, где находился Сурхай. Тахмасиб Хан наткнулся на Сурхая при Девебатане, на дороге от Шемахи в Габалу. У Сурхая было войско в 20 000 человек, включая 8000 турок и крымских татар. Несмотря на меньшее количество войск, Тахмасиб Хан наголову разбил составное войско Сурхая и он бежал в направлении Кумука, а турки и татары отступили в Гянджу. Тахмасиб Хан продолжил этот успех захватом и разрушением Хачмаза, который был крепостью Сурхая. Сурхай, после предложения Надира подчиниться, попытался противостоять, но потерпел поражение около Кумука и бежал в Аварию. Надир разрушил Кумук и захватил сокровища Сурхая. Тахмасиб Надиргулу-бек II назначает своим заместителем в Хорасане. После этого Надир принял титул Тахмасибгулу-хана II. Он был нужен Тахмасибу II в первую очередь для нейтрализации Фатали-хана Каджара, сила влияния которого быстро росла. Однако короля (сам Надир от него не отставал) это не устраивает. В это время Надир шаху подчинился Хасфулад Хан, сын Адиль Гирая, бывшего тарковского шамхала, который был персоной некоторой важности в Дагестане. Надир возродил должность шамхала и присвоил её Хасфуладу. После того, как он провёл неделю в Кумуке, он направился в Ахты, где атаковал и обратил в бегство некоторое количество враждебных лезгин. Затем Надир двинулся на Гянджу, под стенами которой он разбил лагерь 3 ноября.
3 июля в Стамбуле новость о поражении турок от Надира породила крайнюю тревогу. Великий визирь Али Паша Хакимоглу был обвинён в поражении и смещён с поста. Когда турецкие пленники принесли известия о битве при Багаварде османскому губернатору Гянджи Али Паше, он тотчас попросил о встрече с Надиром и сдал крепость 9 июля 1735 года, которую упорно защищал в течение восьми с половиной месяцев. Али Паша и Калга Гирай были приняты Надиром шахом, который разрешил Али Паше проследовать в Карс и Калге Гираю в Тифлис. Исхак Паша — османский губернатор Тифлиса, вскоре последовал примеру Али Паши и сдался 12 августа. Надир во второй раз двинулся на Карс, который он осаждал месяц, отрезав водоснабжение и разоряя местность между Арпачаем и Эрзурумом. Ахмед Паша, находившийся в то время в Эрзеруме, направил делегацию к Надиру, предлагая сдать Эриван и заключить мир. Надир, однако, осаждал Карс и потребовал сдачи этой крепости в качестве компенсации за все понесённые с начала турецкой оккупации убытки и включения России в договор. Вскоре он оставил своё требование насчёт Карса, после чего Ахмед Паша приказал Эривану сдаться и 3 октября войска Надир шаха вошли в город. После сдачи трёх крепостей Надир решил оставить осаду Карса и вместо этого уладить дела Грузии.
Когда Надир провёл в Тифлисе 3 недели, он услышал, что крымский хан Каплан Гирей двигался на Дербент. Он прошёл через округа Джар и Тала, где он убил много лезгин и сжёг некоторое количество деревень. Затем Надир прошёл через Шеки в Шемаху с целью столкновения с Каплан Гиреем, но по прибытии он узнал, что хан, узнав о его приближении и также получив приказы султана о возвращении, начал свой обратный поход в Крым. До того, как покинуть Дагестан, Каплан Гирей сделал шамхалом Эльдара, брата покойного Адиль Гирея, и назначил Сурхай хана губернатором Ширвана, а Ахмед Хана Уцмия Каракайтакского губернатором Дербента. Когда Надир получил сообщение, что крымский хан начал отступать обратно, он возобновил свои операции против дагестанцев. Двигаясь из Шемахи через Алты Агадж и Деррекянди, он усмирил жителей Будуга и Хыналыга и принял меры для задержания беглецов. Затем Надир, начав свой второй дагестанский поход, прошёл через Гиляр на север Дербента, где он разбил лагерь 21 октября. Здесь он узнал, что Эльдар, Сурхай и Уцмий Ахмед Хан соединили войска в Газанище для атаки Хасфулада. Вследствие этого он двинулся на Маджалис, где он нанёс тяжёлое поражение хану Мухаммеду, сыну Ахмед хана. Из Маджалиса он и его войска проследовали через горную страну в Губден, на территории Хасфулада, убивая племенных жителей и грабя и сжигая их деревни по мере своего продвижения. 2 января 1736 года Надир покинул Губден, чтобы разгромить Кумук вместе с Хасфуладом. Сурхай собрал воедино всех доступных соплеменников, которых он расположил на сильной позиции в долине Казикумукского Койсу, через которую должна была пройти армия Надира, он возвёл укрепления на вершинах гор. Надир перешёл в наступление. Сурхай потерпел поражение и был вынужден отступить, в это время также был на полпути к Сурхаю разгромлен Эльдар. Надир двинулся на Кумук, где вожди выразили ему подчинение, кроме Сурхая, который, как и в предыдущем году, бежал в Аварию, куда он до этого послал своё семейство. Затем Надир двинулся на крепость Курейш, принадлежавшую Уцмию и осадил её. Затем глава Табасарана подчинился. Таким образом, Надир усмирил часть Дагестана, кроме Аварии, и наградил Хасфулада и других лояльных дагестанских вождей и разрешил им вернуться домой, в то время как он отправил в Дербент заложников, предоставленных лезгинами. Затем он направился в Муганскую степь.

## Шахиншах Ирана

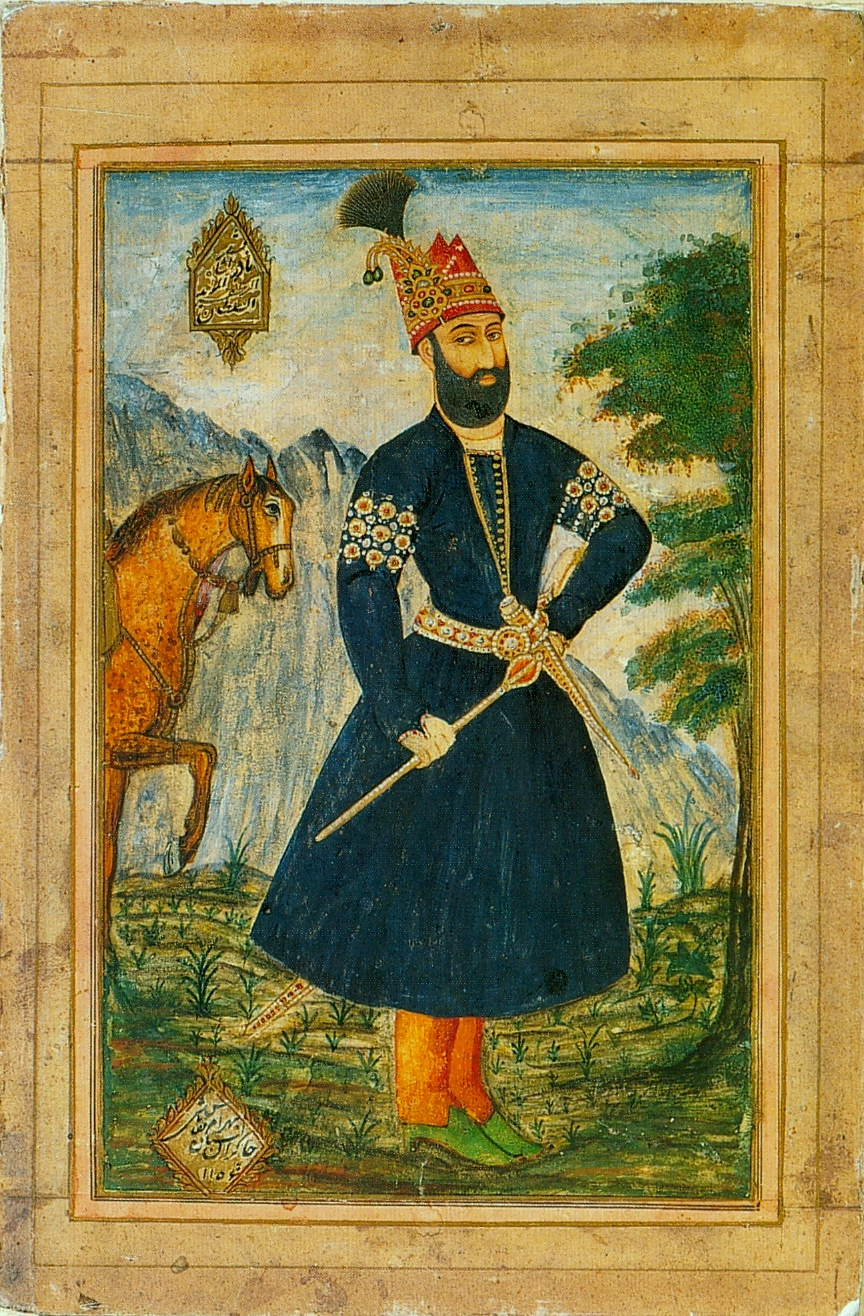
Бахрам. Портрет Надир Шаха. 1743—1744 гг. Эрмитаж, Санкт-Петербург.

В марте 1736 года на съезде в городе Суговушан (нынешний Сабирабад) Надира избирают шахом. Против Надира выступил гянджинский хан, который законными наследниками престола считал только представителей династии Сефевидов. Надир шах, когда узнал про деяния гянджинского хана, тот же час разгневался, но в то время не наказал его, имея в виду его большую славу и власть, однако отнял из его владений области Гаг (Казах) и Сомхет (Борчлу)… А также приказал пяти армянским меликам, которые находились под властью персов в районах Дизак, Варанда, Хачен, Джабраил и Талыш, считать себя свободным от власти гянджинских ханов. Эти пять меликств, учреждённых Надиром в Карабахе, в армянской исторической литературе имеют название «меликства Хамси» (арм. Խամսայի մելիքություններ). А в 1740 году Надир-шах отсылает юного шаха Аббаса III к отцу, где его вскоре умерщвляют вместе с Тахмасибом.
Вот как описывает Абраам Ереванци вступление Надира на иранский престол. Надир после изгнания турок расположился лагерем в местности, называемой Муганом (степь между Курой и Араксом). ,,Здесь он разослав людей, собрал всех правителей и вельмож персидских и на торжественном собрании, выступил со следующей речью:
-Ведомо ли вам ради чего я созвал вас? Вот который уже год я ради вас не выпускаю из руки меча и сумел изгнать из нашей страны врагов ваших — Османца, Москова, вырвав из рук все города нашего царства персидского, и сейчас, завершив всё, я вернулся, явившись сюда. И вот после того, как покорил всех врагов и установил незыблемый мир, надлежит вам возвести на престол царя… И они все совместно написали грамоту и скрепили печатью, что Кули-хан де наш царь и нет у нас иного царя, кроме него, вручили ему грамоту, устроили ему торжество воцарения, продолжавшееся много дней, и сделали его царём (Абраам Ереванци, История войн 1721—1736 гг., Ереван, 1938, с. 83, 84. Л. Х. Тер-Мкртичян, Армения под властью Надир-шаха, Москва 1963, с. 53 (А. А. Арутюнян — 16.05.2013).
Во время восшествия Надира на престол, по свидетельству Кретаци, присутствовало 300 человек. Среди приглашённых армян были такие крупнейшие мелики, как меликджан Акопджан, приехавший из Еревана, мелик Еган-из Карабаха, и многие другие. (Աբրահամ կաթողիկոս Կրետացւոյ պատմագրութիւն անցիցն իւրոց և Նատր-շահին պարսից,Վաղարշապատ,1870,էջ 33)). На коронации присутствовал османский представитель.
Хотя османскому представителю Гянджали паше, участвовавшему в коронации Надир шаха, были предложены условия мира, который должен был быть подписан с Османским государством, он объявил, что является лишь чиновником по вопросам границ и не может отвечать на религиозные вопросы.
Условия Надир-шаха:
1. Иранцы после своего отказа от прежнего вероисповедания (шиизма) должны быть признаны джафаритами — приверженцами пятого мазхаба суннизма; 2. в честь Имама Джафар ас-Садика в Каабе должны поставить пятый столб «рукун, мехраб» (место для поклонения), аналогичный тем, которые поставлены в честь имамов уже существующих четырёх мазхабов; 3. эмир уль-хадж иранцев должен иметь равные права с эмирами Сирии и Египта, ему должно быть разрешено, провожать иранских паломников до Мекки; 4. Совершить обмен пленными; 5. Оба государства должны иметь своих представителей при дворах друг у друга.
Предложение Надира о соединении шиизма и суннизма в одну суннитскую государственную религию всех мусульман с превращением шиитов в джафаритский мазхаб суннитов вызвало недовольство главы шиизма муллы Баши. В ответ на это Надир приказал немедленно удушить Баши. Были казнены также несколько крупнейших вельмож, выразивших недовольство вступлением Надира на шахский престол. (Абраам Ереванци, История войн 1721—1736 гг., Ереван, 1938, с. 83, 84). Присоединив к своему войску храбрых кочевых разбойников-бахтиаров, Надир вторгся в Афганистан (1737). В течение года был взят Кандагар и другие места; несколько суннитских афганских племён составили ядро войска Надир-шаха.
По приказу Надира на стенах мечети Имама Али в Наджафе была написана поэма на тюркском языке. Большой интерес представляет надпись в Келатской крепости Надира.

### Поход на Индию

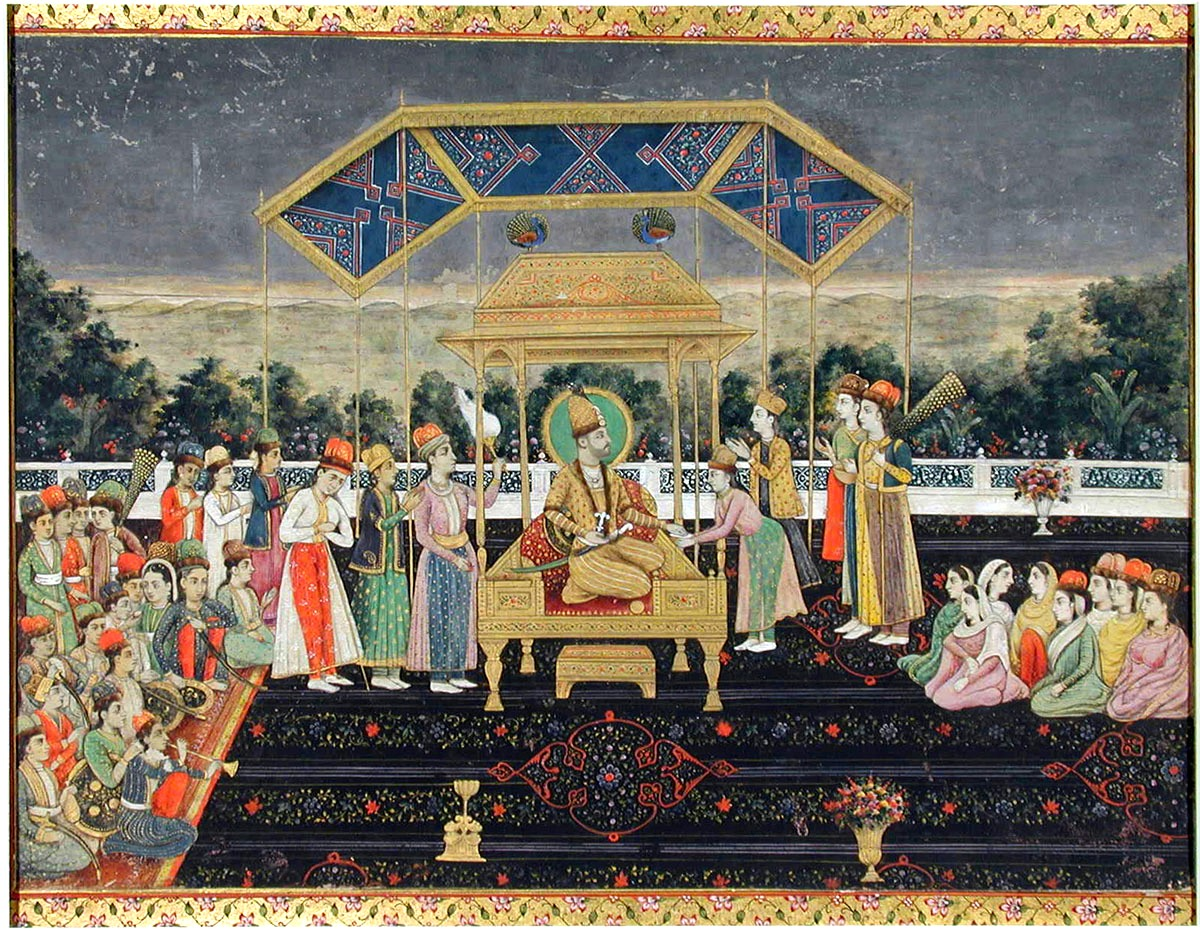
Надир Шах на Павлиньем троне после победы над Мухаммад Шахом. Индийская миниатюра, ок. 1850 г., Музей искусства Сан Диего.

Овладев Кабулом, Надир-шах послал письмо в Дели великому моголу Мохаммед-шаху, с просьбой не принимать в Индию афганских изгнанников. Просьба не была уважена, и в 1738 году Надир вступил в Индию и быстро покорив всё на пути, разбил войско Империи Великих Моголов близ Дели (у Карнала).
Армия Надир-шаха из кызылбашей была намного превосходней могольской армии и составляла лучшую кавалерию во всей Азии. 8 марта 1739 года Надир-шах вступил в Дели; через три дня там произошло восстание, и Надир-шах, ожесточившись, велел солдатам вырезать всех жителей, а город сжечь; резня продолжалась от восхода солнца до полудня. Через несколько дней блистательно была отпразднована свадьба сына Надир-шаха с дочерью Великого Могола.
В мае Надир-шах отправился назад в Персию, взяв все деньги и драгоценности могола (в том числе знаменитый павлиний трон, сделанный из драгоценных камней) и главных богачей Индии; с отдалённых провинций Индии он велел взыскать в свою пользу подати и недоимки, а его сборщики вымогали у жителей, путём пыток, вчетверо и впятеро больше, чем Надир-шах назначил.

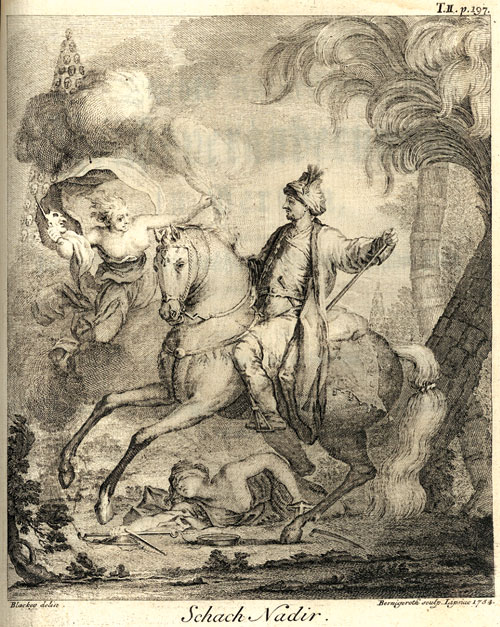
Миниатюра с изображением Надир-шаха, 1769 год.

По возвращении Надир-шах простил жителям Персии налоги на будущие три года. Усмирив восстание в новоприобретённой провинции Синд, он в 1740 году отправился в Туркестан. Бухарский хан Абуль-Фейз уступил Надир-шаху земли до Амударьи и выдал свою дочь за его племянника. После сильного сопротивления разбит был хивинский хан Ильберз и вместо него водворён Тагыр-хан (двоюродный брат Абуль-Фейза).

### Война за Дагестан
Завершив Индийский поход, Надир снова пошёл на Дагестан, чтобы отомстить за своего брата Ибрагим-хана, который был убит восставшими горцами в 1738 году. Для этого похода Надир собрал 100-тысячную (по другим данным, 150-тычячную) армию. Покоряя в кровавых сражениях дагестанские общины одну за другой, шах дошёл до Андалала, где скапливались горские партизаны со всего края. Там же, в Андалале, случилось крупное сражение, в ходе которого войска шаха были сокрушены, а сам он бежал в опорный пункт у Дербента. По свидетельствам русского резидента, шах добрался до Дербента «с половиной войска», «лишившись казны, имущества и почти всех вьючных животных». После этого продолжались долгие сражения с местными племенами.
В 1742 году в Санкт-Петербурге появились подозрения после долгого нахождения Надир шаха на границе с Россией, что он может предъявить претензии на Кизляр как на собственную территорию. Двор был встревожен и пошёл на уступки, снабдив войска Надира, также было приказано сформировать огромные склады в Астрахани. Город также был приведён в состояние обороны и генералу Тараканову с отрядом в 20 000 человек было приказано отплыть по направлению в Кизляр. Дагестанцы заявили, что желают перейти под защиту России со времён первого вторжения Надира в их страну. Как только Тараканов прибыл в Кизляр, то горские правители, боясь угрозы нападения Надир-шаха, обратились к нему с просьбой о протекции.

В это время Османы воспользовавшись ситуацией хотели подорвать деятельность Надир-шаха и помочь дагестанцам. Они отправили в Афшаридскую империю некоего самозванца по имени Сам, который утверждал, что является младшим сыном шаха Хусейна. Позже Сам набрал в Шемахе войско в 16 000 человек, состоящее в основном из дагестанцев и они совершали набеги на Дербент. Хоть они приходили ночью и в большом количестве, но город так и не смогли взять и приходилось сдаваться. Те из дагестанцев, кто сдавались без боя и клялись не поднимать оружие против Надир-шаха, освобождались им. Когда Надир покинул Дербент. Все мужчины старше 16 лет были вынуждены взяться за оружие и защищать город. В это время Сам вместе с дагестанцами двинулся на Ширван, они занимались грабежом без какой-либо цели. Узнав об этом, Надир-шах послал своего сына Наср Али Мирзу во главе 25 000 человек. Дагестанцы хоть и оказали упорное сопротивление, но после большого кровопролития они были разгромлены возле слияния Куры и Аракса. Надир заставил возвести пирамиду из человеческих голов в знак своей победы. Сам бежал всего с 70 людьми, но вскоре был схвачен. Шах приказал выколоть ему один глаз и послать его к османскому двору со следующим посланием: 
«Надир погнушался умертвить такого презренного негодяя, хотя великий синьор[что?] поддержал его сторону как представителя династии Сефи».
Османы боялись нападения Надир-шаха, что он уничтожит их армию и опустошит страну. Двор пытался успокоить народ всевозможными мерами; было даже объявлено, что с Афшаридской империей был заключён мир при посредничестве Ахмеда паши. Османы хотели призвать разные части своей армии для защиты границ от Надира. Дагестанцы также предложили свою помощь Надиру и отправили своих послов в Стамбул. Хоть и султан встретил их с большими почестями. Но в итоге дагестанцы не отправили никакого подкрепления.
В ноябре 1742 года Надир двинулся на север с намерением пересечь замёрзший Терек и идти на Кизляр, на который он претендовал на том основании, что он раньше принадлежал Сефевидской империи. Это решение было принято после сообщения правителя чеченцев, в котором говорилось, что он хочет стать подданным Надира. Он предлагал Надиру показать ему пути, по которым он мог бы вторгнуться в Россию. Он также имел намерение проложить себе путь в Крым через Кабарду и Кубань. Когда Надир-шах получил известия о том, что османская армия двигается к его границе, он отказался от войны с Россией, 10 февраля 1743 года он двинулся на юг и начал готовиться к войне с Османами.

## Упадок и смерть

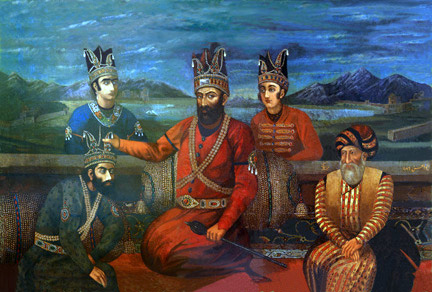
Надир-шах в последние годы жизни в окружении сановников и сыновей.

После покушения в Надир-шахе развилась болезненная подозрительность: он обвинил в измене своего старшего сына — Реза-Кули, которого в 1743 году ослепил. Раскаяние и упрёки совести довели Надира до умоисступления. Были казнены 50 вельмож, присутствовавших при ослеплении (по словам Надир-шаха, они должны были, видя намерение шаха, предложить свою жизнь для спасения очей наследника), и с той поры началась эпоха беспрерывных казней.
Последовавшая трёхлетняя война с турками из-за Басры, Багдада и Мосула была удачна для Надир-шаха, но внутри государства росла против него ненависть. Шах стал скрягой, стал выжимать из населения последние соки, взыскал и прощённые трёхлетние подати; в то же время он с особенной жестокостью преследовал и повсюду казнил ревностных шиитов. Последовал ряд восстаний, за которые сплошные казни постигали целые города; жители укрывались в пустынях и пещерах. В 1743 году Надир также ненадолго захватил Оман.
В определённый момент Надир-шах прекратил доверять тюркским (кызылбашам афшарам и каджарам) офицерам своей армии, тайно приказав 19 июня 1747 года Ахмед-хану Абдали и другим афганским офицерам арестовать их, а при сопротивлении убить. Этот приказ был перехвачен шпионом, и три кызылбашских офицера предприняли попытку убийства Надир-шаха во сне. Хоть Надир-шах и проснулся и проявил отчаянное сопротивление, он был убит. Его отрезанная голова была отправлена Аликули-хану Афшару с изъявлением о верности.

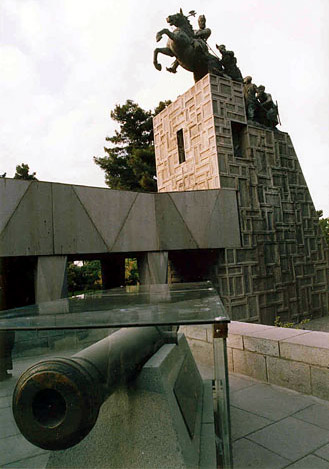
Могила Надир-шаха Афшара в Мешхеде

## Личность
О сильном характере Надира говорит уже то, что достигнув такой славы, он не позволял льстецам находить во мраке своего происхождения утерянные следы великих предков. Он никогда не хвастался гордой генеалогией; напротив, он часто говорил о своём простом происхождении, и нам говорят, что даже его летописец-льстец был вынужден ограничить себя, говоря, что алмаз ценится из-за своего блеска, а не из-за скалы, в которой его нашли. Характерным для этого выдающегося человека является рассказ, что потребовав дочь своего побеждённого врага Мухаммед шаха, императора Дели, в жёны для своего сына Насруллы, он получил ответ, что для брака с принцессой из Дома Тимура требуется родословная до 7-го колена.
«Скажите ему», ответил Надир, «что Насрулла сын Надир шаха, сына и внука меча, и так далее не до 7-го, а до 70-го поколения» .
Надир, человек решительный и упорный, питал величайшее презрение к слабому, развратному Мухаммед-шаху, который, согласно местному летописцу той эпохи, «всегда был с любовницей в объятьях и с бокалом в руке», нижайшему распутнику и попросту марионеточному правителю.

Надир однажды имел беседу со святым человеком о рае. После того, как святой описал его чудеса и удовольствия, шах спросил:
«Есть ли в раю такие вещи, как война и победа над врагом?» Когда святой ответил отрицательно, Надир заметил: «Как в таком случае в нём могут быть какие-то удовольствия?».
Британский дипломат и писатель Перси Сайкс пишет следующее о Надир-шахе:
«Надир шах, последний великий азиатский завоеватель, родился и вырос в Хорасане, который он всегда рассматривал как родину. Я навестил место его рождения, а также Калат-и-Надири и другие округа, особенно связанные с именем великого Афшара, с несколькими из потомков которого я также знаком. Вследствие этого я могу рассказать истории и легенды о герое, чьё имя, как говорили мне многие мои персидские друзья, всё ещё очень сильно нависает над Хорасаном».
Иезуит Отец Луи Базен так описывает личность Надир-шаха:
«Несмотря на своё незнатное происхождение, он выглядел рождённым для трона. Природа одарила его всеми теми великими качествами, которые создают героев, и даже некоторыми из тех, что создают великих царей…Его крашеная борода составляла резкий контраст с его совершенно поседевшими волосами; его природное телосложение было сильным и крепким, высокого роста, и его талия была пропорциональна его росту; его выражение лица было мрачным и обветренным, с продолговатым лицом, орлиным носом и красивым ртом, но с выдававшейся вперёд нижней губой. У него были маленькие проницательные глаза с острым и пронизывающим взглядом; его голос был грубым и громким, хотя он умел смягчать его при случае, как того требовал личный интерес или каприз…
У него не было постоянного жилища — его двором был его военный лагерь; его дворцом была его палатка, его трон был помещён посреди оружия, и его ближайшими доверенными лицами были храбрейшие из его воинов…Неустрашимый в сражении, он доводил храбрость до безрассудства, и всегда находился в самой гуще опасности среди своих храбрецов, столько, сколько продолжалось сражение….Он не пренебрегал ни одной из мер, диктуемых предусмотрительностью…Тем не менее, отталкивающая алчность и невиданные жестокости, которые утомили его подданных в конце концов привели к его падению, и крайности и ужасы, которые были вызваны его жестоким и варварским характером, заставили Персию плакать и кровоточить; его одновременно обожали, боялись и проклинали».
Английский путешественник Джонас Хенвей, живший во дворе Надир-шаха, описывает его:
«Надир-шах ростом выше 6 футов, хорошо сложен, очень крепкого телосложения. Вред от солнца и погоды придаёт его лицу ещё более мужественный вид. У него такой необычайно громкий голос, что он может, не напрягая его, отдавать команды своим людям на расстояние в примерно 100 ярдов. Он употребляет вино с умеренностью, часы его отдыха среди дам очень редки, его пища проста, и если государственные дела требуют его присутствия, то он отвергает свою трапезу и утоляет голод жареным горохом (который он всегда носит в кармане) и глотком воды. Будь то лагерь или город, он почти постоянно находится на публике. Он сам собирает, платит и одевает свою армию. Он крайне щедр, в особенности к своим воинам, и щедро вознаграждает всех отличившихся на его службе. В то же время он очень суров и строг в отношении дисциплины, наказывая смертной казнью всех совершивших крупные проступки и отрезанием ушей за более лёгкие. Он никогда не прощает виновного, какого бы ранга тот ни был. Будучи на марше или в поле, он ограничивается едой, питьём и сном простого солдата и принуждает всех своих офицеров к той же суровой дисциплине. Он такого крепкого телосложения, что часто спит в морозную ночь на голой земле на открытом воздухе, укутавшись лишь в свой плащ и положив под голову в качестве подушки седло. В частных беседах никому не дозволено говорить о государственных делах. Среди необыкновенных способностей Надир шаха не в последнюю очередь заслуживает восхищения его память. Он знает в лицо большинство солдат, когда-либо служивших под его началом, и может вспомнить, когда и за что наказывал или награждал их. Во всех битвах, стычках и осадах, которых он участвовал, он ни разу не получал ни раны, ни шрама, несмотря на то, что обычно сам находится во главе своих войск, и тем не менее, под ним было убито несколько коней и пули царапали его кольчугу».
Другой иезуит Пьер Базен пишет про него:
«Он был ужасом Османской империи, завоевателем Индии и повелителем Персии и всей Азии. Его уважали соседи, боялись его враги, и ему недоставало только любви своих подданных».
Один Пенджабский поэт-современник описывал правление Надира как время, «когда вся Индия трепетала от ужаса». Кашмирский историк Латиф описывал его как: «Надир Шах, ужас Азии, гордость и спаситель своей страны, восстановитель её свободы и завоеватель Индии, который, будучи незнатного происхождения, возвысился до такого величия, которым редко обладают монархи от рождения». В Европе Надир-шаха сравнивали с Александром Македонским. Наполеон Бонапарт начиная с молодых лет, также читал о Надир-шахе и восхищался им. Наполеон считал себя новым Надиром, и называли его европейским Надир-шахом.

### Религиозные взгляды
Надир-шах был взращён в исламской религии шиитского толка и придерживался его в молодости, в дальнейшем был безразличен к противоречиям между шиизмом и суннизмом, часто опирался на племена афганцев-суннитов, продвигал по службе и суннитов, и шиитов. Надир защищал политическую и религиозную легитимность Сефевидов. Перед тем как направиться в поход против афганцев-абдали он заставил прочесть фатиху в Мешхеде у гробницы восьмого имама Али Рзы. Источники эпохи изображают Надира рьяным последователем традиционного шиизма. В летописях и документах Надир появлялся как пламенный сторонник Сефевидов и шиизма. Надир дал своим первым двум сыновьям шиитские имена, Рзагулу и Муртазагулу. Он утверждал, что добился победы над Османами в 1731 году под «счастливым покровительством Дома Гейдара (Али) и 12 святых Имамов… Этот день является великим разрушением для их врагов и великой радостью для шиитского течения, беспокойство недоброжелателей является радостью для последователей Али». Он учредил вакф при гробнице восьмого Имама Алирзы в Мешхеде в честь победы над афганцами-абдали. На документ для вакфа от июня 1732 года стоит личная печать Надира с шиитской формулой: «Нет юноши, подобному Али, нет меча кроме Зульфикара. Я редкость эпохи, по милости Бога, слуга 12-ти (Имамов)». При коронации Надир озвучил свои условия для принятия трона, среди которых было признание джафаритского мазхаба пятым мазхабом суннизма и установка места для молитвы в Каабе для джафаритского мазхаба рядом с местами для молитв четырёх признанных суннитских мазхабов. После провозглашения шахом Надир-шах объявил об отказе от шиизма «двунадесятников» как государственной религии и о введении джафаризма — духовным лидером которой должен был стать почитаемый также суннитами шестой имам двунадесятников Джафар ас-Садик. Этот период был охарактеризован ростом суннито-шиитской вражды, что породило миф об обращении Надир-шаха в суннизм. Этот нарратив в свою очередь берёт корни из гораздо более известных усилий Надир-шаха по утверждению шиизма в качестве пятого джафаритского мазхаба в суннизме.

## В культуре
- После своего переворота в 1732 году и атаки на Османскую империю Надир-шах попал в поле зрения европейской общественности. В 1738 году немецкий автор Давид Фассман издал 770-страничный труд «Herkunft, Leben und Thaten, des persianischen Monarchens, Schach Nadyr» («Происхождение, жизнь и деяния персидского монарха Шаха Надира»)[111].

- В 1908 году британский дипломат Генри Мортимер Дюранд опубликовал свой роман «Nadir Shah»[112].
- Надир-шаху посвящена одноимённая драма 1899 года Наримана Нариманова.

## Комментарии
1. ↑  Следует не путать туркоман-кызылбашей, говоривших на азербайджанском языке (cм. Willem Floor, Hasan Javadi, The Role of Azerbaijani Turkish in Safavid Iran), к которым принадлежали афшары (см. Michael Axworthy, A History of Iran: Empire of the Mind, стр. 151), и среднеазиатский народ туркменов.
2. ↑  Согласно Лоуренсу Локхарту, Надира так назвали в честь деда.
3. ↑  Как указывает Лоуренс Локхарт, за свою жизнь использовал большое количество имён. Среди них Надр-кули, Тахмасп-кули, Надир Али, Вали Нимат и т.д. Во избежание путаницы, используется имя «Надир», под которым он короновался.
4. ↑  Хоть и Надир оставался фактическим правителем Абиварда, должность наместника была вакантна с тех пор как Хасан Али-хан бежал из Хорасана.
5. ↑  Занбурак — лёгкая артиллерия на верблюдах.